# Even Elias Grannes Pedersen
Even Elias Grannes Pedersen (* 3. April 2006) ist ein norwegischer Hürdenläufer, der sich auf die 110-Meter-Distanz spezialisiert hat.

## Sportliche Laufbahn
Erste internationale Erfahrungen sammelte Even Elias Grannes Pedersen im Jahr 2022, als er bei den U18-Europameisterschaften in Jerusalem mit der norwegischen Medley Staffel (1000 Meter) in 1:53,36 min die Silbermedaille gewann. Im Jahr darauf belegte er beim Europäischen Olympischen Jugendfestival (EYOF) in Maribor in 14,03 s den achten Platz über 110 m Hürden und 2024 schied er bei den U20-Weltmeisterschaften in Lima mit 13,92 s in der ersten Runde aus. Im Jahr darauf belegte er bei den U20-Europameisterschaften in Tampere in 13,42 s den fünften Platz.
2025 wurde Grannes Pedersen norwegischer Hallenmeister im 60-Meter-Hürdenlauf.

## Persönliche Bestzeiten
- 110 m Hürden (99 cm): 13,42 s (+0,6 m/s), 10. August 2025 in Tampere (norwegischer U20-Rekord)
  - 60 m Hürden (Halle): 7,99 s, 23. Februar 2025 in Bærum (norwegischer U20-Rekord)